# Staatsstraße 13 (Finnland)

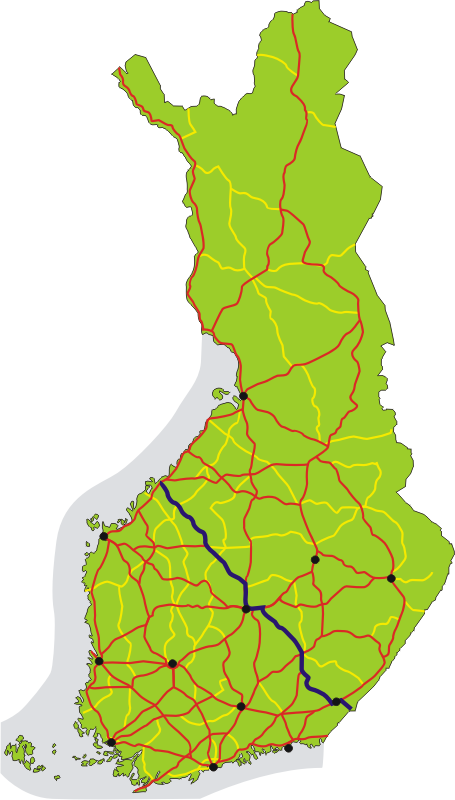
Verlauf der Staatsstraße 13

Die finnische Staatsstraße 13 (finn. Valtatie 13, schwed. Riksväg 13) führt vom Grenzübergang Nuijamaa nach Kokkola. Ihre Länge beträgt 499 Kilometer.

## Streckenverlauf

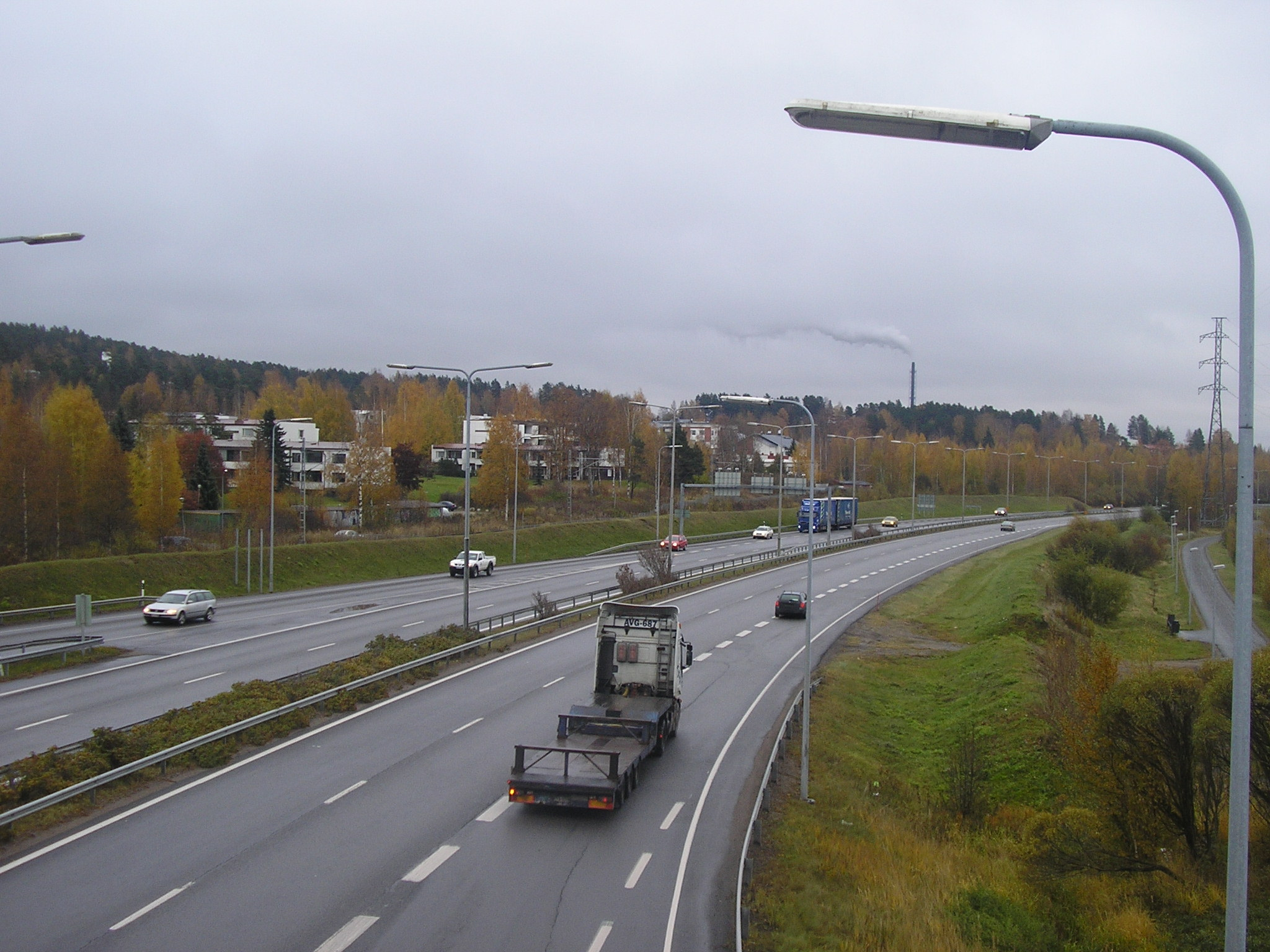
Die Vaajakosken moottoritie als Teil der Staatsstraße 13

Die Staatsstraße 13 beginnt in Nuijamaa bei Lappeenranta, wo sich ein Grenzübergang nach Russland befindet, und führt in Richtung Nordwesten quer Mikkeli und Jyväskylä in die Hafenstadt Kokkola an der Westküste Finnlands. Die Straße ist größtenteils zweispurig.
Die Staatsstraße 13 führt durch folgende Gemeinden: Kokkola – Kronoby – Kaustinen – Veteli – Perho – Kyyjärvi – Karstula – Saarijärvi – Äänekoski – Jyväskylä – Laukaa – Toivakka – Kangasniemi – Mikkeli – Ristiina – Suomenniemi – Savitaipale – Lemi – Lappeenranta.